# Thánh Vịnh 1
Thánh Vịnh 1 là bài Thánh Vịnh đầu tiên trong Kinh Thánh. Bài Thánh Vịnh này được xuất hiện trong những ngày đầu của triều đại vua David và được tin là viết ra dưới sự linh hứng của Thiên Chúa. 

## Nội dung
Thánh Vịnh 1 đề cập đến hai con đường để lựa chọn. Người công chính sẽ chọn đường ngay nẻo chính theo luật pháp của Thiên Chúa, thì họ được Thiên Chúa nâng đỡ, chăm sóc trong những thời điểm khó khăn của cuộc đời như cây trồng bên dòng nước. Còn người xấu thì đi trên con đường tội lỗi, vì những hành vi của họ sẽ dẫn đến những thảm họa như trấu thổi đi trong gió. Trong ngày xét xử, người xấu sẽ phải tách biệt ra khỏi người công chính, bản án mà họ nhận là hậu quả tự nhiên vì sự lựa chọn của họ.

## Văn bản
1 Phúc thay người chẳng nghe theo lời bọn ác nhân, chẳng bước vào đường quân tội lỗi, không nhập bọn với phường ngạo mạn kiêu căng, 
2 nhưng vui thú với lề luật Chúa, nhẩm đi nhẩm lại suốt đêm ngày. 
3 Người ấy tựa cây trồng bên dòng nước, cứ đúng mùa là hoa quả trổ sinh, cành lá chẳng khi nào tàn tạ. Người như thế làm chi cũng sẽ thành. 
4 Ác nhân đâu được vậy: chúng khác nào vỏ trấu gió thổi bay. 
5 Nên ngày xử án, bọn ác nhân làm sao đứng vững, quân tội lỗi đâu được hợp đoàn với chính nhân!
6 Vì Chúa hằng che chở nẻo đường người công chính, còn đường lối ác nhân đưa tới chỗ diệt vong.

— Thánh Vịnh 1:1–6
Bản dịch của Nhóm Phiên dịch Các giờ kinh Phụng vụ